# Aphalaroida inermis
Aphalaroida inermis är en insektsart som först beskrevs av Crawford 1914.  Aphalaroida inermis ingår i släktet Aphalaroida och familjen rundbladloppor. Inga underarter finns listade i Catalogue of Life.